# Unió Sindical de Treballadors i Treballadores de l’Ensenyament de Catalunya - Federació Sindical de l'Ensenyament de Catalunya
Unió Sindical de Treballadors i Treballadores de l’Ensenyament de Catalunya - Federació Sindical de l'Ensenyament de Catalunya (USTEC·STEs) és un sindicat català del sector de l'ensenyament, part cofundadora de la Intersindical Alternativa de Catalunya (IAC) el 1997.
En el seu programa advoca per "un model d'ensenyament públic, de qualitat, democràtic, laic". Va ser molt crítica amb la LEC (aprovada el 2009), i recentment s'ha mostrat contrària a la sentència del TSJC que establia que el castellà també ha de ser llengua vehicular dins l'ensenyament català.
L'actual portaveu és Iolanda Segura Corrales.